# Obara (métro d'Hiroshima)
Pour les articles homonymes, voir Obara.
Obara (大原駅, Ōbara-eki) est une station de la ligne Astram du métro d'Hiroshima. Elle est située dans l'arrondissement d'Asaminami à Hiroshima au Japon.

## Situation sur le réseau
Établie en aérien, Obara est située au point kilométrique (PK) 14,9 de la ligne Astram. Elle est située entre la station Tomo, en direction du terminus sud Hondori, et la station Tomo-chuo, en direction du terminus nord Koiki-koen-mae.

## Histoire
La station Obara est mise en service le 20 août 1994, lors de l'ouverture à l'exploitation de la ligne Astram.

## Services aux voyageurs

### Accès et accueil
La station est ouverte tous les jours.

### Desserte
Obara est desservie par les rames de la ligne Astram : 
- voie 1 : direction Koiki-koen-mae
- voie 2 : direction Hondori

Installations et desserte
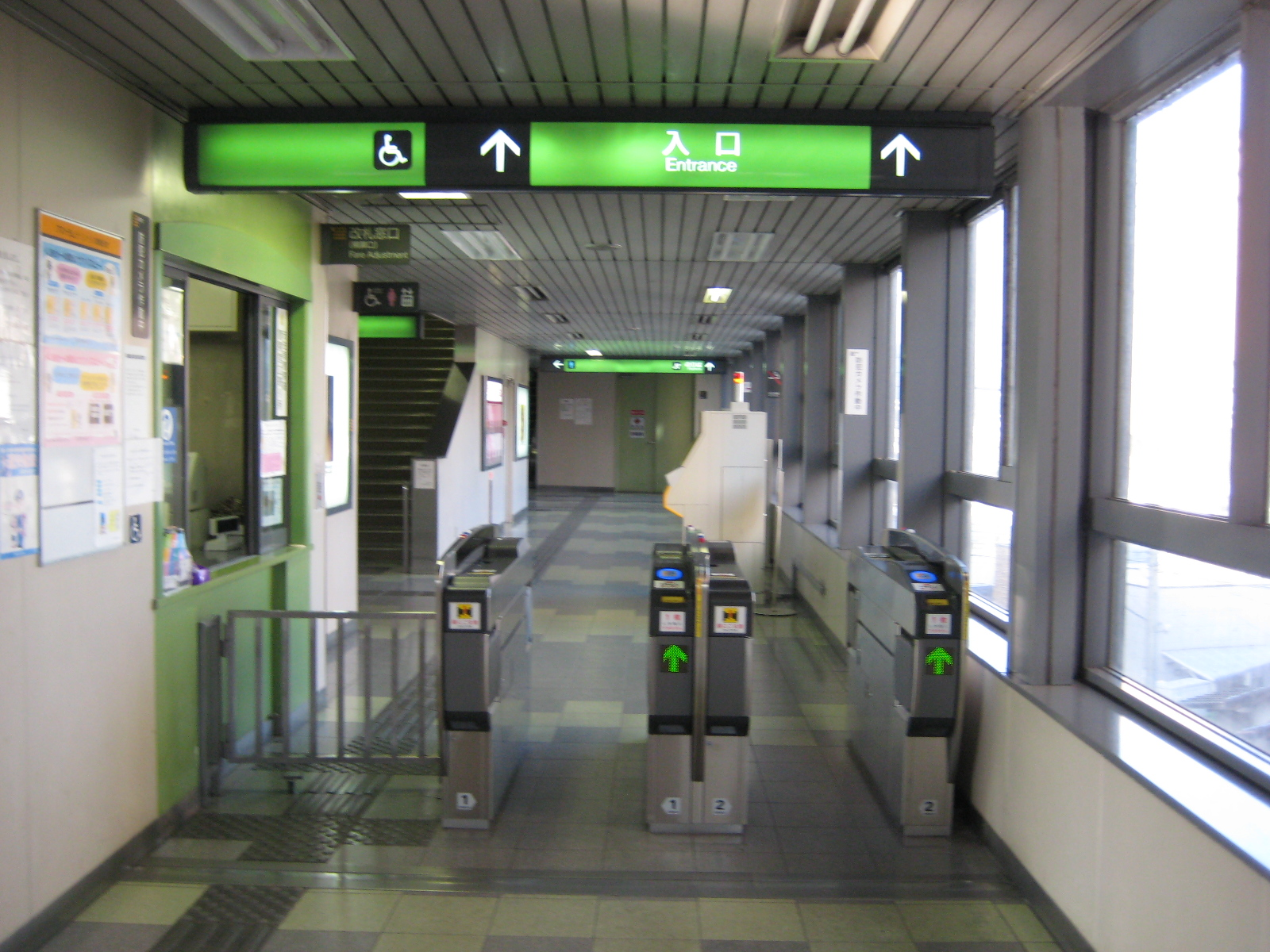
Barrière de contrôle
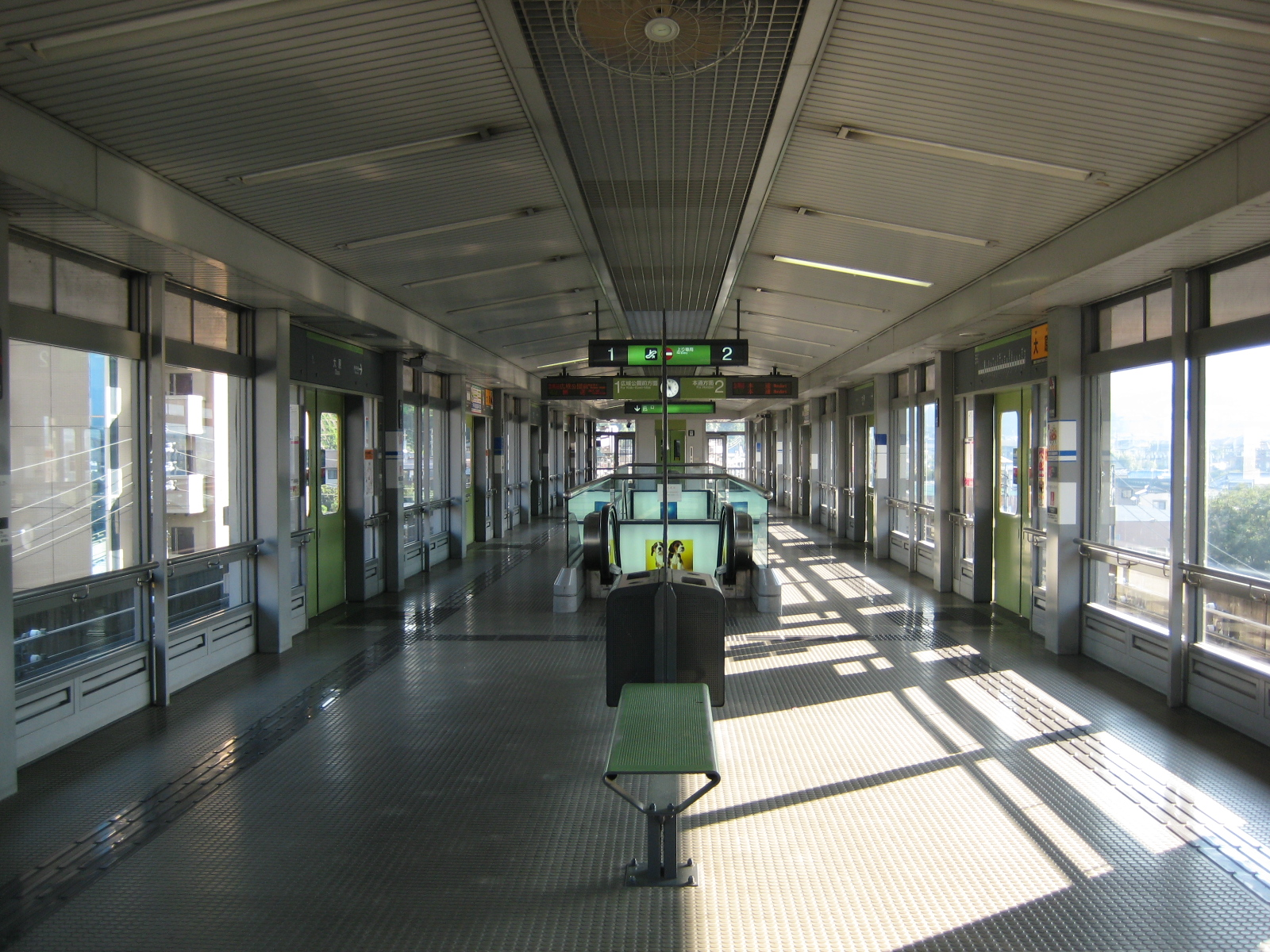
Quai de la station